# فاي فيكتور
فاي فيكتور (بالإنجليزية: Fay Victor)‏ هي موسيقية وملحنة ومغنية أمريكية، ولدت في 26 يوليو 1965 في بروكلين في الولايات المتحدة.

## وصلات خارجية
- فاي فيكتور على موقع ميوزك برينز (الإنجليزية)
- فاي فيكتور على موقع أول ميوزيك (الإنجليزية)
- فاي فيكتور على موقع ديسكوغز (الإنجليزية)

- الموقع الرسمي